# Прудовой (Ершовский район)
Прудовой —поселок в Ершовском районе Саратовской области. Входит в состав городского поселения Муниципальное образование город Ершов. 

## География
Находится на расстоянии примерно 6 километров по прямой на восток-юго-восток от районного центра города Ершов.

## История
Официальная дата основания 1933 год.

## Население
Постоянное население составило 418 человек (русские 63%, казахи 29%) в 2002 году, 363 в 2010.